# 莱斯塔尔
莱斯塔尔（法語：Lestards，法語發音：[lɛstaʁ]）是法国科雷兹省的一个市镇，位于该省中北部，属于于塞勒区。

## 地理
莱斯塔尔（45°30'56"N, 1°52'25"E）面积18.52 平方千米，位于法国新阿基坦大区科雷兹省，该省份为法国中南部省份，北起上维埃纳省和克勒兹省，西接多爾多涅省，南至洛特省，东临多姆山省和康塔爾省。
与莱斯塔尔接壤的市镇（或旧市镇、城区）包括：古尔东-米拉、普拉迪讷、圣伊莱尔莱库尔布、特雷尼亚克、韦镇、维扬。

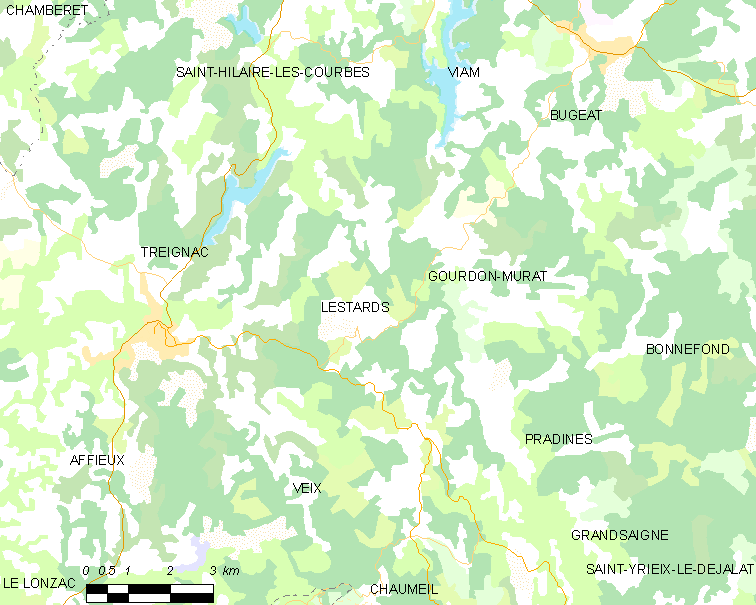
莱斯塔尔的OSM定位图

莱斯塔尔的时区为UTC+01:00、UTC+02:00（夏令时）。

## 行政
莱斯塔尔的邮政编码为19170，INSEE市镇编码为19112。

## 政治
莱斯塔尔所属的省级选区为米勒瓦什高原县。

## 人口

1962-2008年间莱斯塔尔人口变化图示

莱斯塔尔于2022年1月1日时的人口数量为115人。